# Neal Broten
Neal LaMoy Broten (Roseau, Minnesota, 1959. november 29. –) profi amerikai jégkorongozó. A Minnesota North Stars, a Dallas Stars, a New Jersey Devils és a Los Angeles Kings játékosa volt az NHL-ben. Az egyik legsikeresebb Minnesota állambeli születésű játékos. Ő az egyetlen játékos, aki NCAA bajnokságot, olimpiai aranyat és Stanley-kupát is tudott nyerni. Az 1978-az középiskolai idényben felállított 4 assziszt egy harmadban rekordja még a mai napig áll.

## Karrier
Másodéves főiskolásként a Minnesota Golden Gophersben játszott Herb Brooks edző keze alatt. 1979-ben megnyerte az NCAA férfi jégkorong bajnokságot és 1981-ben a Hobey Baker-emlékérmet. A University of Minnesotán eltöltött idő alatt a Roseau-i csapattársakkal játszott, az öccsével Aaronnal és Bryan Ericksonnal. Később ők is az NHL-ben játszottak. A North Stars választotta ki a második kör 42. helyén az 1979-es NHL-drafton. Neal tagja volt az 1980-as téli olimpiai amerikai jégkorong válogatottnak ami legyőzte a szovjeteket és azt a meccset manapság a csoda a jégennek hívnak 1981–1982-ben mutatkozott be az NHL-ben a Minnesota North Starsben. Ekkor csak három mérkőzésen játszott de a rájátszást végig játszotta és a csapat a kupa döntőig menetelt de ott a rendkívül erős New York Islanders legyőzte őket. A következő év volt az igazi újonc éve: ekkor 73 mérkőzésen 98 pontot szerzett. A North Starsban 1993-ig játszott. Legjobb idényében 105 pontot szerzett. 1991-ben ismét eljutottak a nagydöntőig ám ott a Mario Lemieux vezette Pittsburgh Penguins legyőzte a csapatot. 1993-ban a North Stars átköltözött Texasba, Dallasba és ott mint új NHL-es csapat működött tovább Dallas Stars néven. Az 1994–1995-ös idény rövidített volt a bérvita miatt és ekkor átkerült a New Jersey Devils csapatába. Ebben az évben a New Jersey játszotta a nagydöntőt és végre klub szinten is felért a csúcsra mert a Devils megnyerte a Stanley-kupát. 1996–1997-ben átigazolt a Los Angeles Kingsbe de 19 mérkőzés után tovább állt és végül a Dallas Stars kerettagja lett. 1997-ben visszavonult. 1998. február 7-én a Dallas visszavonultatta a 7-es számú mezt az ő tiszteletére. 2000-ben beválasztották az Amerikai Jégkorong Hirességek Csarnokába.

## Díjai, elismerései
- WCHA Első All-Star Csapat: 1981
- NCAA Nyugat Első All-American Csapat :1981
- NCAA bajnok: 1979
- Hobey Baker-emlékérem: 1981
- Olimpia aranyérem :1980
- Stanley-kupa: 1995
- Lester Patrick-trófea: 1998
- NHL All-Star Gála: 1983, 1986
- U.S. Olympic Hall of Fame: 1983
- United States Hockey Hall of Fame: 2000 (egyéni), 2003 (mint az 1980-as olimpiai aranyérmes csapat tagja)

## Karrier statisztika
| 1978–1979       | Minnesota Egyetem     | WCHA            | 40   | 21  | 50  | 71  | 18  | —   | —  | —  | —  | —  |
| 1979–1980       | USA                   | Válogatott      | 55   | 25  | 30  | 55  | 20  | —   | —  | —  | —  | —  |
| 1980–1981       | Minnesota Egyetem     | WCHA            | 36   | 17  | 54  | 71  | 56  | —   | —  | —  | —  | —  |
| 1980–1981       | Minnesota North Stars | NHL             | 3    | 2   | 0   | 2   | 12  | 19  | 1  | 7  | 8  | 9  |
| 1981–1982       | Minnesota North Stars | NHL             | 73   | 38  | 60  | 98  | 42  | 4   | 0  | 2  | 2  | 0  |
| 1982–1983       | Minnesota North Stars | NHL             | 79   | 32  | 45  | 77  | 43  | 9   | 1  | 6  | 7  | 10 |
| 1983–1984       | Minnesota North Stars | NHL             | 76   | 28  | 61  | 89  | 43  | 16  | 5  | 5  | 10 | 4  |
| 1984–1985       | Minnesota North Stars | NHL             | 80   | 19  | 37  | 56  | 39  | 9   | 2  | 5  | 7  | 10 |
| 1985–1986       | Minnesota North Stars | NHL             | 80   | 29  | 76  | 105 | 47  | 5   | 3  | 2  | 5  | 2  |
| 1986–1987       | Minnesota North Stars | NHL             | 46   | 18  | 35  | 53  | 33  | —   | —  | —  | —  | —  |
| 1987–1988       | Minnesota North Stars | NHL             | 54   | 9   | 30  | 39  | 32  | —   | —  | —  | —  | —  |
| 1988–1989       | Minnesota North Stars | NHL             | 68   | 18  | 38  | 56  | 57  | 5   | 2  | 2  | 4  | 4  |
| 1989–1990       | Minnesota North Stars | NHL             | 80   | 23  | 62  | 85  | 45  | 7   | 2  | 2  | 4  | 18 |
| 1990–1991       | Minnesota North Stars | NHL             | 79   | 13  | 56  | 69  | 26  | 23  | 9  | 13 | 22 | 6  |
| 1991–1992       | Minnesota North Stars | NHL             | 76   | 8   | 26  | 34  | 16  | 7   | 1  | 5  | 6  | 2  |
| 1992–1993       | Minnesota North Stars | NHL             | 82   | 12  | 21  | 33  | 22  | —   | —  | —  | —  | —  |
| 1993–1994       | Dallas Stars          | NHL             | 79   | 17  | 35  | 52  | 62  | 9   | 2  | 1  | 3  | 6  |
| 1994–1995       | Dallas Stars          | NHL             | 17   | 0   | 4   | 4   | 4   | —   | —  | —  | —  | —  |
| 1994–1995       | New Jersey Devils     | NHL             | 30   | 8   | 20  | 28  | 20  | 20  | 7  | 12 | 19 | 6  |
| 1995–1996       | New Jersey Devils     | NHL             | 55   | 7   | 16  | 23  | 14  | —   | —  | —  | —  | —  |
| 1996–1997       | New Jersey Devils     | NHL             | 3    | 0   | 1   | 1   | 0   | —   | —  | —  | —  | —  |
| 1996–1997       | Los Angeles Kings     | NHL             | 19   | 0   | 4   | 4   | 0   | —   | —  | —  | —  | —  |
| 1996–1997       | Dallas Stars          | NHL             | 20   | 8   | 7   | 15  | 12  | 2   | 0  | 1  | 1  | 0  |
| NHL Összesített | NHL Összesített       | NHL Összesített | 1099 | 289 | 634 | 923 | 569 | 135 | 35 | 63 | 98 | 77 |